# Aimão III de Genebra
Aimão III de Genebra (em francês: Aymon; em latim: Aimo) foi um dos dez filhos de Amadeu III e de Matilde de Auvérnia que foram Condes de Genebra. Como mais velho, sucedeu ao seu pai que morreu em 1367 mas só lhe sobreviveu sete meses mais tarde.

## Política
Prosseguiu um política de aliança e cooperação com as Casa de Saboia começada pelo pai. Durante a juventude esteve frequentemente junto do seu primo Amadeu VI de Saboia e acompanhou-o a uma visita que fez ao Papa de Avinhão.
Aymon vez uma tentativa para casar com Joana, Duquesa de Durazzo, uma sobrinha da poderosa rainha Joana I de Nápoles, que estava destinada a casar-se com Frederico II da Sicília, mas quando ela o viu parece que se apaixonou por ele. Na realidade ele era considerado ser "agradável e pessoa de grande charme" . 

## Cruzada

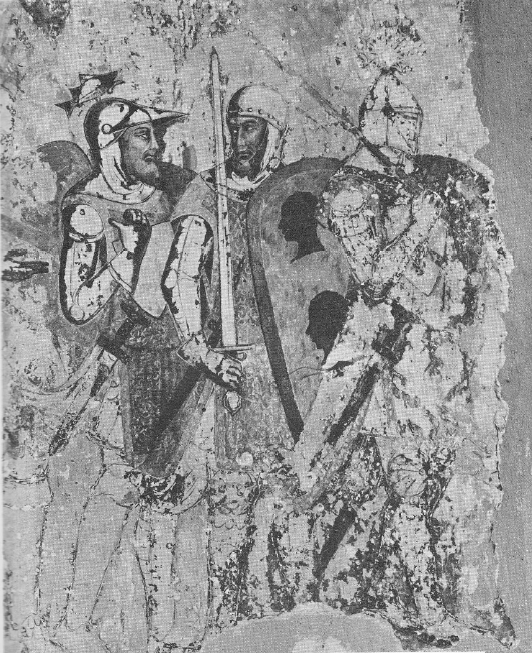
Cruzada Saboia

Embora tivesse um dos membros fundadores da Ordem da Anunciação ou do Colar, por questões de saúde Amadeu III não pode fazer a Cruzada Saboia pelo que foi este filho Aimão de tomou o comando deste contingente que partiu em 1366 .
De regresso da cruzada, Aimão passou em Pádua e Pavia, onde o pai tinha morrido em Janeiro. Muito doente vez o testamento a 30 Ago. 1367 e deixando o condado ao seu irmão Amadeu IV de Genebra. Morreu durante a noite.
| Antecessor            | Aimão III de Genebra (c. 1334- †1367) | Sucessor             |
| --------------------- | ------------------------------------- | -------------------- |
| Amadeu III de Genebra | Conde de Genebra 1367- 1367           | Amadeu IV de Genebra |